# 水壓計
水壓計為一個可透過液體高度或容量來測量液體壓力的裝置。 它透過地心引力牽引液體來計算出液體壓力。
使用的過程為透過將水壓計的感應頭放置在地下水位的某一個定點位置，進而測量水壓。

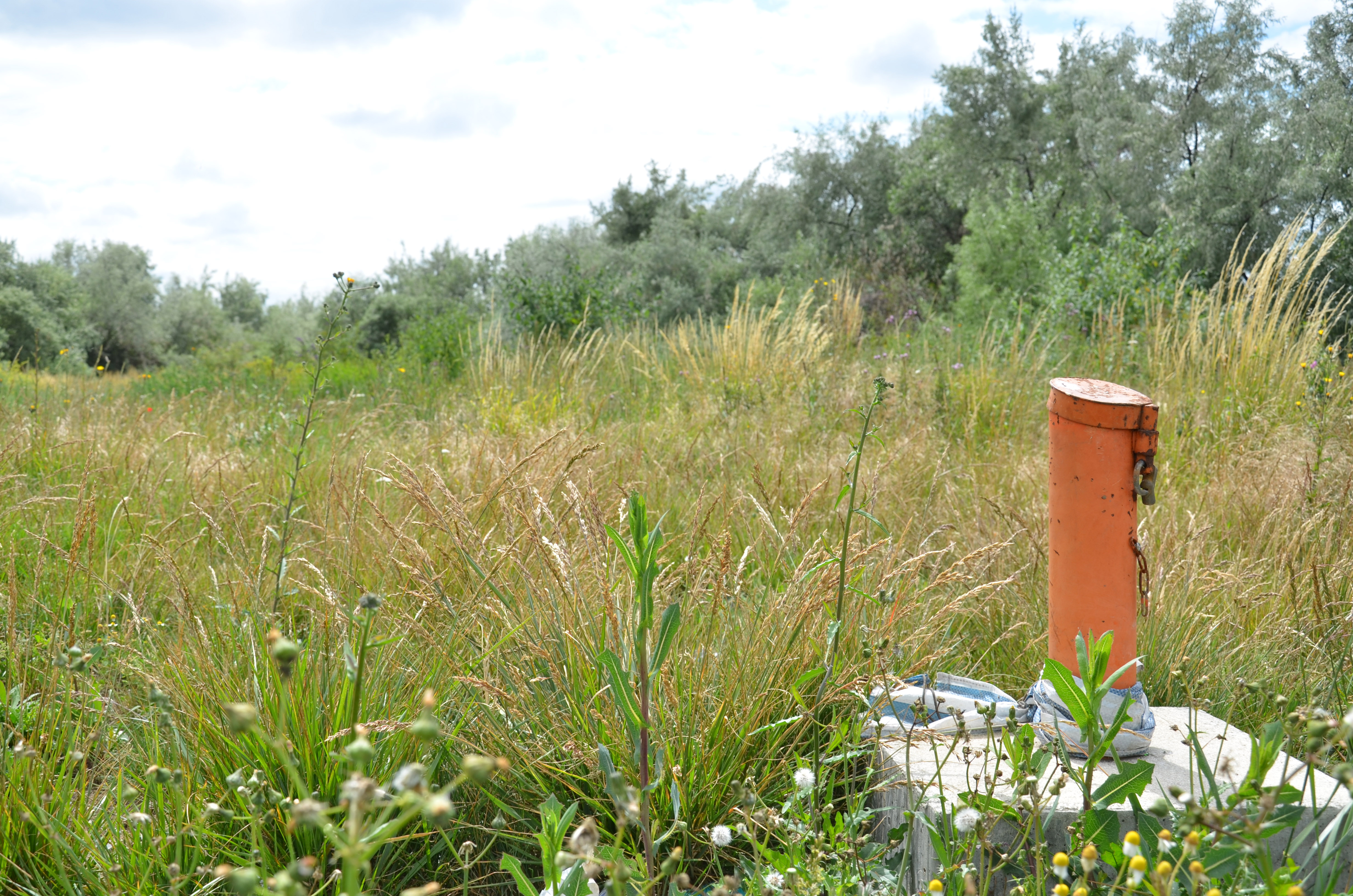
圖中為一個裝置在戶外的水壓計裝置